# سكة حديدية تحت الأرض (رواية)
سكة حديدية تحت الأرض هي رواية تاريخية للكاتب الأمريكي كولسون وايتهيد صدرت في 2 أغسطس 2016. فازت الرواية بجائزة بوليتزر عن فئة الأعمال الخيالية لعام 2017.